# Patryk Grzegorzewicz
Patryk Grzegorzewicz (ur. 26 maja 2002 w Raciborzu) – polski lekkoatleta specjalizujący się w biegach sprinterskich.
Brązowy medalista mistrzostw Europy juniorów młodszych w Győr (2018), biegając w eliminacjach sztafety szwedzkiej. W 2019 zdobył złoto w sztafecie szwedzkiej oraz srebro w biegu na 400 metrów podczas olimpijskiego festiwalu młodzieży Europy w Baku.
Stawał na podium ogólnopolskiej olimpiady młodzieży oraz halowych mistrzostw Polski w kategorii U18 i U20. Reprezentant kraju w meczach międzypaństwowych.
Rekordy życiowe w biegu na 400 metrów: stadion – 46,56 (28 czerwca 2024, Bydgoszcz); hala – 47,01 (22 lutego 2025, Toruń).

## Osiągnięcia
| Rok  | Impreza                                 | Miejsce | Konkurencja                      | Pozycja    | Wynik           |
| ---- | --------------------------------------- | ------- | -------------------------------- | ---------- | --------------- |
| 2018 | Mistrzostwa Europy U18                  | Győr    | sztafeta szwedzka                | 3. miejsce |                 |
| 2019 | Olimpijski festiwal młodzieży Europy    | Baku    | sztafeta szwedzka                | 1. miejsce | 1:53,59         |
| 2019 | Olimpijski festiwal młodzieży Europy    | Baku    | bieg na 400 metrów               | 2. miejsce | 47,91           |
| 2021 | World Athletics Relays                  | Chorzów | sztafeta mieszana 4 × 400 metrów | eliminacje | 3:17,92         |
| 2021 | Superliga drużynowych mistrzostw Europy | Chorzów | sztafeta 4 × 400 metrów          | 3. miejsce | 3:03,43         |
| 2021 | Mistrzostwa Europy juniorów             | Tallinn | bieg na 400 metrów               | 7. miejsce | 47,10           |
| 2021 | Mistrzostwa Europy juniorów             | Tallinn | sztafeta 4 × 400 metrów          | 6. miejsce | 3:09,19         |
| 2021 | Mistrzostwa świata juniorów             | Nairobi | bieg na 400 metrów               | eliminacje | 47,80           |
| 2021 | Mistrzostwa świata juniorów             | Nairobi | sztafeta 4 × 400 metrów          | 6. miejsce | 3:09,74         |
| 2021 | Mistrzostwa świata juniorów             | Nairobi | sztafeta mieszana 4 × 400 metrów | 2. miejsce | 3:19,80         |
| 2023 | Młodzieżowe mistrzostwa Europy          | Espoo   | sztafeta 4 × 400 metrów          | 4. miejsce | 3:03,79         |
| 2023 | Uniwersjada                             | Chengdu | sztafeta 4 × 400 metrów          | 2. miejsce | 3:05,10         |
| 2024 | Halowe mistrzostwa świata               | Glasgow | sztafeta 4 × 400 metrów          | 5. miejsce | 3:08,00 (elim.) |
| 2024 | World Athletics Relays                  | Nassau  | sztafeta 4 × 400 metrów          | eliminacje | 3:05,91         |
| 2025 | World Athletics Relays                  | Kanton  | sztafeta 4 × 400 metrów          | eliminacje | 3:02,69         |